# Segunda División de México 2022-23
La Temporada 2022-23 de la Liga Premier fue la LXXIII temporada de la Segunda División de México.

## Temporada 2022-23 Serie A
La temporada 2022-23 de la Serie A se compone de los torneos 48.ª y 49.º de la competencia correspondientes a la LXXIII temporada de la categoría. Estos torneos serán disputados por 33 equipos.

### Cambios
- El 14 de junio de 2022 el Club Alacranes de Durango fue aceptado como nuevo miembro de la Liga de Expansión MX tras aprobar el proceso de certificación para su integración en esa categoría como equipo invitado, por lo que abandonó la Serie A y pasó a militar en el circuito de plata del fútbol mexicano.[1][2]
- El Mazorqueros Fútbol Club fue tomado como base para la conformación del Club Atlético La Paz de la Liga de Expansión MX, por lo que el equipo dejó de competir en la Serie A.[3]  Sin embargo, la institución no desapareció ya que pasó a participar en la Serie B utilizando la segunda franquicia del club en la Liga Premier, la cual se consiguió tras ganar la Tercera División de México.[4]
- Los clubes Aguacateros Club Deportivo Uruapan y Deportiva Venados fueron ascendidos de la Serie B y Tercera División de México respectivamente.[5][6]
- El Chihuahua Fútbol Club se incorporó en la categoría tras reactivar la franquicia del Club Universidad Autónoma de Chihuahua que se encontraba congelada desde 2020.[7]
- Los clubes Los Cabos United, Mexicali Fútbol Club, Real de Arteaga y Club Deportivo Tulancingo entraron a la liga como equipos de expansión.[8]
- Se creó el Club Deportivo y Social Tampico Madero tomando como base la franquicia que pertenecía al Atlético Reynosa y se encontraba congelada desde el 2020.[9]
- El Club de Fútbol Pachuca Premier regresó a la categoría luego de cuatro años sin participación.[10]
- El Club Deportivo Zap fue renombrado como Club Halcones de Zapopan, retomando la identidad original del equipo que era utilizada cuando esta escuadra militaba en la Liga de Balompié Mexicano.[11]
- El Cañoneros Fútbol Club fue recolocado en la Serie B por decisión de su directiva.[12]
- La llamada Liguilla de filiales fue recuperada luego de tres años sin llevarse a cabo, por lo que los equipos con esa condición ya no participan con la opción de ascenso o descenso de categoría. Seis escuadras cuentan con esa condición: Cimarrones de Sonora "B", Leones Negros "B", Lobos ULMX, Mineros de Fresnillo, Pachuca "B" y UAT.[13]

### Equipos participantes
Lista de equipos participantes dada a conocer el 12 de julio de 2022.

#### Grupo 1
| Equipo               | Entrenador          | Ciudad                         | Fundación      | Estadio                             | Capacidad | Filial               |
| -------------------- | ------------------- | ------------------------------ | -------------- | ----------------------------------- | --------- | -------------------- |
| Chihuahua F.C.       | Carlos Kanahan      | Chihuahua, Chihuahua           | 2022 (2 años)  | Olímpico UACH                       | 22 000    |                      |
| Cimarrones "B"       | Paolo Serrato       | Hermosillo, Sonora             | 2015 (9 años)  | Héroe de Nacozari                   | 18 747    | Cimarrones F. C.     |
| Coras F.C.           | José Rizo           | Tepic, Nayarit                 | 1959 (65 años) | Nicolás Álvarez Ortega              | 12 945    |                      |
| Halcones de Zapopan  | Jesús Cota          | Zapotlanejo, Jalisco           | 2020 (4 años)  | Miguel Hidalgo                      | 1 700     |                      |
| Leones Negros "B"    | Ahuízotl Sánchez    | Zapopan, Jalisco               | 2013 (11 años) | Club Deportivo U. de G.             | 3 000     | Leones Negros UDG    |
| Los Cabos United     | Rodrigo Ruiz        | Los Cabos, Baja California Sur | 2022 (3 años)  | Complejo Deportivo Don Koll         | 3 500     |                      |
| Mexicali F.C.        | Enrique López Zarza | Mexicali, Baja California      | 2022 (3 años)  | Ciudad Deportiva Mexicali           | 5 000     |                      |
| Mineros de Fresnillo | Luis Muñoz          | Fresnillo, Zacatecas           | 2007 (18 años) | Minera Fresnillo                    | 6 000     | Mineros de Zacatecas |
| Tecos                | Jorge Hernández     | Zapopan, Jalisco               | 1971 (53 años) | Tres de Marzo                       | 18 779    |                      |
| Tritones Vallarta    | Hugo Castillo       | Puerto Vallarta, Jalisco       | 2021 (3 años)  | Ciudad Deportiva San José del Valle | 4 000     |                      |
| UAZ                  | Rubén Hernández     | Zacatecas, Zacatecas           | 1990 (35 años) | Carlos Vega Villalba                | 20 737    |                      |

#### Grupo 2
| Equipo             | Entrenador           | Ciudad                           | Fundación      | Estadio                               | Capacidad | Filial           |
| ------------------ | -------------------- | -------------------------------- | -------------- | ------------------------------------- | --------- | ---------------- |
| Aguacateros CDU    | Edgar Tolentino      | Uruapan, Michoacán               | 2018 (6 años)  | Unidad Deportiva Hermanos López Rayón | 5 000     |                  |
| Catedráticos Elite | Juan Carlos Ascensio | Salamanca, Guanajuato            | 2018 (6 años)  | Olímpico Sección 24                   | 10 000    |                  |
| Colima F.C.        | Usiel Andrade        | Colima, Colima                   | 2020 (5 años)  | Olímpico Universitario de Colima      | 11 812    |                  |
| Gavilanes          | Julio García         | Matamoros, Tamaulipas            | 2011 (13 años) | El Hogar                              | 12 000    |                  |
| Inter Querétaro    | Hugo Serrano         | Santiago de Querétaro, Querétaro | 2020 (4 años)  | Olímpico Alameda                      | 4 600     |                  |
| La Piedad          | Enrique Pérez        | La Piedad, Michoacán             | 1951 (73 años) | Juan N. López                         | 13 356    |                  |
| Lobos ULMX         | Rowan Vargas         | Celaya, Guanajuato               | 2021 (4 años)  | Miguel Alemán Valdés                  | 23 182    | Celaya F. C.     |
| Saltillo           | Jair García          | Saltillo, Coahuila               | 2019 (5 años)  | Olímpico Francisco I. Madero          | 7 000     |                  |
| Tampico Madero     | Gastón Obledo        | Tampico Madero, Tamaulipas       | 1982 (42 años) | Tamaulipas                            | 22 667    |                  |
| Tulancingo         | Luis Alfonso Lugo    | Tulancingo, Hidalgo              | 2022 (3 años)  | Primero de Mayo                       | 4 000     |                  |
| UAT                | Gandhi Vega          | Ciudad Victoria, Tamaulipas      | 1995 (30 años) | Prof. Eugenio Alvizo Porras           | 5 000     | Correcaminos UAT |

#### Grupo 3
| Equipo                 | Entrenador            | Ciudad                           | Fundación      | Estadio                  | Capacidad | Filial       |
| ---------------------- | --------------------- | -------------------------------- | -------------- | ------------------------ | --------- | ------------ |
| Cafetaleros de Chiapas | Jesús Palacios        | Tuxtla Gutiérrez, Chiapas        | 2015 (10 años) | Víctor Manuel Reyna      | 29 001    |              |
| Deportiva Venados      | Arturo Espinoza       | Tamanché, Yucatán                | 2014 (10 años) | Alonso Diego Molina      | 2 500     |              |
| Deportivo Dongu        | René Fuentes          | Cuautitlán, Estado de México     | 2019 (5 años)  | Los Pinos                | 5 000     |              |
| Escorpiones            | Omar Ramírez          | Cuernavaca, Morelos              | 2021 (4 años)  | Centenario               | 14 800    |              |
| Inter Playa            | Carlos Bracamontes    | Playa del Carmen, Quintana Roo   | 1999 (26 años) | Mario Villanueva Madrid  | 7 500     |              |
| Leviatán               | Carlos Valdez         | Ciudad de México                 | 2020 (4 años)  | Jesús Martínez "Palillo" | 6 000     |              |
| Montañeses             | Víctor Hernández      | Orizaba, Veracruz                | 2021 (3 años)  | Socum                    | 7 000     |              |
| Pachuca "B"            | Andrés Chitiva        | Pachuca, Hidalgo                 | 2015 (10 años) | Hidalgo                  | 30 000    | C.F. Pachuca |
| Real de Arteaga        | Roberto Montes de Oca | Santiago de Querétaro, Querétaro | 2022 (3 años)  | Olímpico Alameda         | 4 600     |              |
| Sporting Canamy        | Juan Carlos Rico      | Oaxtepec, Morelos                | 2003 (21 años) | Centro Vacacional IMSS   | 9 000     |              |
| Yalmakan               | Mendivi Mis           | Chetumal, Quintana Roo           | 2013 (11 años) | José López Portillo      | 6 600     |              |

## Temporada 2022-23 Serie B
La temporada 2022-23 de la Serie B se compone de los torneos 48.ª y 49.º de la competencia correspondientes a la LXXIII temporada de la categoría. Estos torneos serán disputados por 11 equipos.

### Cambios
- El Aguacateros Club Deportivo Uruapan ganó su ascenso a la Serie A.[5]
- El Mazorqueros Fútbol Club fue tomado como base para la conformación del Club Atlético La Paz de la Liga de Expansión MX, por lo que el equipo dejó de competir en la Serie A.[3]  Sin embargo, la institución no desapareció ya que pasó a participar en la Serie B utilizando la segunda franquicia del club en la Liga Premier, la cual se consiguió tras ganar la Tercera División de México.[4]
- El Cañoneros Fútbol Club fue recolocado en la Serie B por decisión de su directiva.[12]
- El Club Deportivo Avispones de Chilpancingo ganó su ascenso desde la Tercera División.[16]
- Se integraron en la liga los equipos Club Atlético Angelópolis y T'hó Mayas Fútbol Club como franquicias de expansión.[17]
- Los clubes Pioneros de Cancún y Deportivo Zitácuaro volvieron a competir después de tener sus franquicias congeladas durante la temporada anterior.[17]
- Los equipos Club Deportivo Guerreros de Xico y Lobos Huerta Fútbol Club no pudieron participar en la Serie B por no hacer frente a las deudas económicas contraidas ante la Liga y la Federación Mexicana de Fútbol.[18] Posteriormente Lobos Huerta se afilió a la Liga de Balompié Mexicano dejando de tomar parte en la Segunda División y en las competencias organizadas por la Femexfut.

### Equipos participantes
Lista de equipos participantes dada a conocer el 12 de julio de 2022.
| Equipo               | Entrenador          | Ciudad                               | Fundación      | Estadio                             | Capacidad | Filial              |
| -------------------- | ------------------- | ------------------------------------ | -------------- | ----------------------------------- | --------- | ------------------- |
| Alebrijes "B"        | Humberto Martínez   | Oaxaca, Oaxaca                       | 2013 (11 años) | Tecnológico de Oaxaca               | 14 598    | Alebrijes de Oaxaca |
| Atlético Angelópolis | Romero Quiroz       | Puebla, Puebla                       | 2020 (4 años)  | Unidad Deportiva Mario Vázquez Raña | 800       |                     |
| Calor                | Víctor Morales      | Monclova, Coahuila                   | 2001 (24 años) | Ciudad Deportiva Nora Leticia Rocha | 5 000     |                     |
| Cañoneros F.C.       | Edgar Jiménez       | Ciudad de México                     | 2012 (13 años) | Momoxco                             | 3 500     |                     |
| C.D. Chilpancingo    | Arturo Juárez       | Chilpancingo, Guerrero               | 1988 (37 años) | General Vicente Guerrero            | 5 000     |                     |
| Ciervos F.C.         | Jesús Téllez        | Chalco, Estado de México             | 2017 (7 años)  | Arreola                             | 3 217     |                     |
| Huracanes Izcalli    | Antonio Gutiérrez   | Cuautitlán Izcalli, Estado de México | 2021 (4 años)  | Hugo Sánchez Márquez                | 2 500     |                     |
| Mazorqueros F.C.     | Benny Ferreyra      | Ciudad Guzmán, Jalisco               | 2016 (9 años)  | Municipal Santa Rosa                | 4 000     | Atlético La Paz     |
| Pioneros de Cancún   | Enrique Vela        | Cancún, Quintana Roo                 | 1984 (41 años) | Olímpico Andrés Quintana Roo        | 17 289    | Cancún F. C.        |
| T'hó Mayas           | David Patiño        | Homún, Yucatán                       | 2022 (3 años)  | Hipólito Tzab                       | 600       |                     |
| Zitácuaro            | Mario Alberto Trejo | Heroica Zitácuaro, Michoacán         | 1995 (30 años) | Ignacio López Rayón                 | 10 000    |                     |

## Final por el ascenso a la Liga de Expansión MX
La Final de Ascenso, también llamada Campeón de Campeones, se llevará a cabo en dos encuentros, un partido de ida y un partido de vuelta. El ganador conseguirá una plaza en la Liga de Expansión MX siempre y cuando cumpla con la certificación para poder participar en la categoría.

### Final - Ida
El partido fue detenido por incidentes violentos presentados en la tribuna al minuto 84, por lo que aficionados del equipo visitante debieron saltar al campo para protegerse, el juego fue suspendido 20 minutos después con el marcador 0-0. Días después el presidente de la Liga anunció que el resultado no sufriría modificaciones, lo que fue confirmado en la cédula oficial del partido dada a conocer por la Federación Mexicana de Fútbol.
| 1     | POR   | Rodrigo Ortega   |     |
| 3     | DEF   | César Hinojosa   |     |
| 13    | DEF   | Jovani Sandoval  |     |
| 21    | DEF   | Aldo Aguilar     |     |
| 23    | DEF   | Carlos García    |     |
| 7     | MED   | José Pinedo      |     |
| 8     | MED   | Sergio Flores    |     |
| 10    | MED   | Denilson Villa   |     |
| 17    | MED   | Juan Torres      |     |
| 18    | DEL   | Jared Torres     |     |
| 30    | DEL   | Damián Hernández | 69' |
| D. T. | D. T. | Rubén Hernández  |     |

| 18    | POR   | Marco Millán    |     |
| 3     | DEF   | Emmanuel Rivera |     |
| 21    | DEF   | David Oteo      |     |
| 32    | DEF   | Josué Hernández |     |
| 7     | MED   | José Vázquez    |     |
| 6     | MED   | Jesús Moreno    |     |
| 8     | MED   | Benjamín Muñoz  | 65' |
| 16    | MED   | Rubén Domínguez |     |
| 11    | DEL   | Axel Barrera    |     |
| 10    | DEL   | Alan Ramos      | 62' |
| 20    | DEL   | Esteban Torres  |     |
| D. T. | D. T. | Gaston Obledo   |     |

| 9 | Delantero | Emiliano Ruvalcaba | 69' |

| 27 | Delantero      | Luis Aquino   | 62' |
| 13 | Centrocampista | Luis Castillo | 65' |

| 81' | Juan Torres |

| 31' · 42' · 58' · 75' | José Vázquez Enrique Badillo (AT) Jesús Moreno Axel Barrera |

| Principal  | Diego Gilberto Gurrea Mendoza    |
| Asistentes | Erik Morales Hernández           |
|            | Ricardo Alberto Esparza Torres   |
| Cuarto     | Alan Cristóbal Rodríguez Cancino |

| Alineación inicial |

| 1     | POR   | Rodrigo Ortega   |     |
| 3     | DEF   | César Hinojosa   |     |
| 13    | DEF   | Jovani Sandoval  |     |
| 21    | DEF   | Aldo Aguilar     |     |
| 23    | DEF   | Carlos García    |     |
| 7     | MED   | José Pinedo      |     |
| 8     | MED   | Sergio Flores    |     |
| 10    | MED   | Denilson Villa   |     |
| 17    | MED   | Juan Torres      |     |
| 18    | DEL   | Jared Torres     |     |
| 30    | DEL   | Damián Hernández | 69' |
| D. T. | D. T. | Rubén Hernández  |     |

| 18    | POR   | Marco Millán    |     |
| 3     | DEF   | Emmanuel Rivera |     |
| 21    | DEF   | David Oteo      |     |
| 32    | DEF   | Josué Hernández |     |
| 7     | MED   | José Vázquez    |     |
| 6     | MED   | Jesús Moreno    |     |
| 8     | MED   | Benjamín Muñoz  | 65' |
| 16    | MED   | Rubén Domínguez |     |
| 11    | DEL   | Axel Barrera    |     |
| 10    | DEL   | Alan Ramos      | 62' |
| 20    | DEL   | Esteban Torres  |     |
| D. T. | D. T. | Gaston Obledo   |     |

| 9 | Delantero | Emiliano Ruvalcaba | 69' |

| 27 | Delantero      | Luis Aquino   | 62' |
| 13 | Centrocampista | Luis Castillo | 65' |

| 81' | Juan Torres |

| 31' · 42' · 58' · 75' | José Vázquez Enrique Badillo (AT) Jesús Moreno Axel Barrera |

| Principal  | Diego Gilberto Gurrea Mendoza    |
| Asistentes | Erik Morales Hernández           |
|            | Ricardo Alberto Esparza Torres   |
| Cuarto     | Alan Cristóbal Rodríguez Cancino |

| Alineación inicial |

| 1     | POR   | Rodrigo Ortega   |     |
| 3     | DEF   | César Hinojosa   |     |
| 13    | DEF   | Jovani Sandoval  |     |
| 21    | DEF   | Aldo Aguilar     |     |
| 23    | DEF   | Carlos García    |     |
| 7     | MED   | José Pinedo      |     |
| 8     | MED   | Sergio Flores    |     |
| 10    | MED   | Denilson Villa   |     |
| 17    | MED   | Juan Torres      |     |
| 18    | DEL   | Jared Torres     |     |
| 30    | DEL   | Damián Hernández | 69' |
| D. T. | D. T. | Rubén Hernández  |     |

| 18    | POR   | Marco Millán    |     |
| 3     | DEF   | Emmanuel Rivera |     |
| 21    | DEF   | David Oteo      |     |
| 32    | DEF   | Josué Hernández |     |
| 7     | MED   | José Vázquez    |     |
| 6     | MED   | Jesús Moreno    |     |
| 8     | MED   | Benjamín Muñoz  | 65' |
| 16    | MED   | Rubén Domínguez |     |
| 11    | DEL   | Axel Barrera    |     |
| 10    | DEL   | Alan Ramos      | 62' |
| 20    | DEL   | Esteban Torres  |     |
| D. T. | D. T. | Gaston Obledo   |     |

| 9 | Delantero | Emiliano Ruvalcaba | 69' |

| 27 | Delantero      | Luis Aquino   | 62' |
| 13 | Centrocampista | Luis Castillo | 65' |

| 81' | Juan Torres |

| 31' · 42' · 58' · 75' | José Vázquez Enrique Badillo (AT) Jesús Moreno Axel Barrera |

| Principal  | Diego Gilberto Gurrea Mendoza    |
| Asistentes | Erik Morales Hernández           |
|            | Ricardo Alberto Esparza Torres   |
| Cuarto     | Alan Cristóbal Rodríguez Cancino |

| Alineación inicial |

| 1     | POR   | Rodrigo Ortega   |     |
| 3     | DEF   | César Hinojosa   |     |
| 13    | DEF   | Jovani Sandoval  |     |
| 21    | DEF   | Aldo Aguilar     |     |
| 23    | DEF   | Carlos García    |     |
| 7     | MED   | José Pinedo      |     |
| 8     | MED   | Sergio Flores    |     |
| 10    | MED   | Denilson Villa   |     |
| 17    | MED   | Juan Torres      |     |
| 18    | DEL   | Jared Torres     |     |
| 30    | DEL   | Damián Hernández | 69' |
| D. T. | D. T. | Rubén Hernández  |     |

| 18    | POR   | Marco Millán    |     |
| 3     | DEF   | Emmanuel Rivera |     |
| 21    | DEF   | David Oteo      |     |
| 32    | DEF   | Josué Hernández |     |
| 7     | MED   | José Vázquez    |     |
| 6     | MED   | Jesús Moreno    |     |
| 8     | MED   | Benjamín Muñoz  | 65' |
| 16    | MED   | Rubén Domínguez |     |
| 11    | DEL   | Axel Barrera    |     |
| 10    | DEL   | Alan Ramos      | 62' |
| 20    | DEL   | Esteban Torres  |     |
| D. T. | D. T. | Gaston Obledo   |     |

| 9 | Delantero | Emiliano Ruvalcaba | 69' |

| 27 | Delantero      | Luis Aquino   | 62' |
| 13 | Centrocampista | Luis Castillo | 65' |

| 81' | Juan Torres |

| 31' · 42' · 58' · 75' | José Vázquez Enrique Badillo (AT) Jesús Moreno Axel Barrera |

| Principal  | Diego Gilberto Gurrea Mendoza    |
| Asistentes | Erik Morales Hernández           |
|            | Ricardo Alberto Esparza Torres   |
| Cuarto     | Alan Cristóbal Rodríguez Cancino |

| Alineación inicial |

### Final - Vuelta
El partido debió jugarse un día más tarde de lo planeado debido a una tormenta presentada en la ciudad.
| 18    | POR   | Marco Millán    |     |
| 3     | DEF   | Emmanuel Rivera |     |
| 21    | DEF   | David Oteo      |     |
| 32    | DEF   | Josué Hernández | 66' |
| 6     | MED   | Jesús Moreno    |     |
| 7     | MED   | José Vázquez    | 57' |
| 8     | MED   | Benjamín Muñoz  |     |
| 16    | MED   | Rubén Domínguez |     |
| 9     | DEL   | Abraham Vázquez | 84' |
| 10    | DEL   | Alan Ramos      | 66' |
| 11    | DEL   | Axel García     | 84' |
| D. T. | D. T. | Gastón Obledo   |     |

| 1     | POR   | Rodrigo Huerta  |     |
| 3     | DEF   | César Hinojosa  |     |
| 13    | DEF   | Jovani Sandoval |     |
| 21    | DEF   | Aldo Aguilar    |     |
| 23    | DEF   | Carlos García   |     |
| 7     | MED   | José Pinedo     |     |
| 8     | MED   | Sergio Flores   | 85' |
| 10    | MED   | Denilson Villa  |     |
| 17    | MED   | Juan Torres     |     |
| 18    | DEL   | Jared Torres    |     |
| 30    | DEL   | Jesús Hernández |     |
| D. T. | D. T. | Rubén Hernández |     |

| 19 | Centrocampista | Francisco Martínez | 57' |
| 24 | Defensa        | Jesús Hernández    | 66' |
| 20 | Delantero      | Esteban Torres     | 66' |
| 33 | Centrocampista | José Ramos         | 84' |
| 27 | Delantero      | Luis Aquino        | 84' |

| 52 | Centrocampista | Jose Raudales | 85' |

| 82' | Emmanuel Rivera | 1:0 |

| 42' · 42' | Josué Hernández Emmanuel Rivera |

| 13' · 23' | Jesús Hernández Jovani Sandoval |

| 49' | Jesús Hernández |

| Principal  | Mauricio Eleazar López Sánchez |
| Asistentes | Alejandro Rodríguez Lares      |
|            | Jorge Abel Quintero Molina     |
| Cuarto     | Julio César Gil Jiménez        |

| Alineación inicial |

| 18    | POR   | Marco Millán    |     |
| 3     | DEF   | Emmanuel Rivera |     |
| 21    | DEF   | David Oteo      |     |
| 32    | DEF   | Josué Hernández | 66' |
| 6     | MED   | Jesús Moreno    |     |
| 7     | MED   | José Vázquez    | 57' |
| 8     | MED   | Benjamín Muñoz  |     |
| 16    | MED   | Rubén Domínguez |     |
| 9     | DEL   | Abraham Vázquez | 84' |
| 10    | DEL   | Alan Ramos      | 66' |
| 11    | DEL   | Axel García     | 84' |
| D. T. | D. T. | Gastón Obledo   |     |

| 1     | POR   | Rodrigo Huerta  |     |
| 3     | DEF   | César Hinojosa  |     |
| 13    | DEF   | Jovani Sandoval |     |
| 21    | DEF   | Aldo Aguilar    |     |
| 23    | DEF   | Carlos García   |     |
| 7     | MED   | José Pinedo     |     |
| 8     | MED   | Sergio Flores   | 85' |
| 10    | MED   | Denilson Villa  |     |
| 17    | MED   | Juan Torres     |     |
| 18    | DEL   | Jared Torres    |     |
| 30    | DEL   | Jesús Hernández |     |
| D. T. | D. T. | Rubén Hernández |     |

| 19 | Centrocampista | Francisco Martínez | 57' |
| 24 | Defensa        | Jesús Hernández    | 66' |
| 20 | Delantero      | Esteban Torres     | 66' |
| 33 | Centrocampista | José Ramos         | 84' |
| 27 | Delantero      | Luis Aquino        | 84' |

| 52 | Centrocampista | Jose Raudales | 85' |

| 82' | Emmanuel Rivera | 1:0 |

| 42' · 42' | Josué Hernández Emmanuel Rivera |

| 13' · 23' | Jesús Hernández Jovani Sandoval |

| 49' | Jesús Hernández |

| Principal  | Mauricio Eleazar López Sánchez |
| Asistentes | Alejandro Rodríguez Lares      |
|            | Jorge Abel Quintero Molina     |
| Cuarto     | Julio César Gil Jiménez        |

| Alineación inicial |

| 18    | POR   | Marco Millán    |     |
| 3     | DEF   | Emmanuel Rivera |     |
| 21    | DEF   | David Oteo      |     |
| 32    | DEF   | Josué Hernández | 66' |
| 6     | MED   | Jesús Moreno    |     |
| 7     | MED   | José Vázquez    | 57' |
| 8     | MED   | Benjamín Muñoz  |     |
| 16    | MED   | Rubén Domínguez |     |
| 9     | DEL   | Abraham Vázquez | 84' |
| 10    | DEL   | Alan Ramos      | 66' |
| 11    | DEL   | Axel García     | 84' |
| D. T. | D. T. | Gastón Obledo   |     |

| 1     | POR   | Rodrigo Huerta  |     |
| 3     | DEF   | César Hinojosa  |     |
| 13    | DEF   | Jovani Sandoval |     |
| 21    | DEF   | Aldo Aguilar    |     |
| 23    | DEF   | Carlos García   |     |
| 7     | MED   | José Pinedo     |     |
| 8     | MED   | Sergio Flores   | 85' |
| 10    | MED   | Denilson Villa  |     |
| 17    | MED   | Juan Torres     |     |
| 18    | DEL   | Jared Torres    |     |
| 30    | DEL   | Jesús Hernández |     |
| D. T. | D. T. | Rubén Hernández |     |

| 19 | Centrocampista | Francisco Martínez | 57' |
| 24 | Defensa        | Jesús Hernández    | 66' |
| 20 | Delantero      | Esteban Torres     | 66' |
| 33 | Centrocampista | José Ramos         | 84' |
| 27 | Delantero      | Luis Aquino        | 84' |

| 52 | Centrocampista | Jose Raudales | 85' |

| 82' | Emmanuel Rivera | 1:0 |

| 42' · 42' | Josué Hernández Emmanuel Rivera |

| 13' · 23' | Jesús Hernández Jovani Sandoval |

| 49' | Jesús Hernández |

| Principal  | Mauricio Eleazar López Sánchez |
| Asistentes | Alejandro Rodríguez Lares      |
|            | Jorge Abel Quintero Molina     |
| Cuarto     | Julio César Gil Jiménez        |

| Alineación inicial |

| 18    | POR   | Marco Millán    |     |
| 3     | DEF   | Emmanuel Rivera |     |
| 21    | DEF   | David Oteo      |     |
| 32    | DEF   | Josué Hernández | 66' |
| 6     | MED   | Jesús Moreno    |     |
| 7     | MED   | José Vázquez    | 57' |
| 8     | MED   | Benjamín Muñoz  |     |
| 16    | MED   | Rubén Domínguez |     |
| 9     | DEL   | Abraham Vázquez | 84' |
| 10    | DEL   | Alan Ramos      | 66' |
| 11    | DEL   | Axel García     | 84' |
| D. T. | D. T. | Gastón Obledo   |     |

| 1     | POR   | Rodrigo Huerta  |     |
| 3     | DEF   | César Hinojosa  |     |
| 13    | DEF   | Jovani Sandoval |     |
| 21    | DEF   | Aldo Aguilar    |     |
| 23    | DEF   | Carlos García   |     |
| 7     | MED   | José Pinedo     |     |
| 8     | MED   | Sergio Flores   | 85' |
| 10    | MED   | Denilson Villa  |     |
| 17    | MED   | Juan Torres     |     |
| 18    | DEL   | Jared Torres    |     |
| 30    | DEL   | Jesús Hernández |     |
| D. T. | D. T. | Rubén Hernández |     |

| 19 | Centrocampista | Francisco Martínez | 57' |
| 24 | Defensa        | Jesús Hernández    | 66' |
| 20 | Delantero      | Esteban Torres     | 66' |
| 33 | Centrocampista | José Ramos         | 84' |
| 27 | Delantero      | Luis Aquino        | 84' |

| 52 | Centrocampista | Jose Raudales | 85' |

| 82' | Emmanuel Rivera | 1:0 |

| 42' · 42' | Josué Hernández Emmanuel Rivera |

| 13' · 23' | Jesús Hernández Jovani Sandoval |

| 49' | Jesús Hernández |

| Principal  | Mauricio Eleazar López Sánchez |
| Asistentes | Alejandro Rodríguez Lares      |
|            | Jorge Abel Quintero Molina     |
| Cuarto     | Julio César Gil Jiménez        |

| Alineación inicial |

| Campeón 2022-23                    |
| ---------------------------------- |
|                                    |
| Tampico Madero                     |
| 1.º Título                         |
| Asciende a la Liga de Expansión MX |

## Final por el ascenso a la Serie A de México
La Final de Ascenso, también llamada Campeón de Campeones, se llevará a cabo en dos encuentros, un partido de ida y un partido de vuelta. El ganador conseguirá una plaza en la Serie A de México siempre y cuando cumpla con la certificación para poder participar en la categoría.

### Final - Ida
| 125   | POR   | Esteban Lecourtois |     |
| 81    | DEF   | Adrián Vázquez     |     |
| 85    | DEF   | Luis Galicia       |     |
| 90    | DEF   | Víctor Reyes       |     |
| 88    | MED   | Jose Padilla       | 53' |
| 106   | MED   | Ghandi Manzanares  | 67' |
| 110   | MED   | Francisco Hurtado  | 88' |
| 141   | MED   | Emmanuel Quezada   |     |
| 168   | MED   | Fernando Morales   | 67' |
| 91    | DEL   | Armando León       |     |
| 99    | DEL   | Kevin Loera        |     |
| D. T. | D. T. | Humberto Martínez  |     |

| 1     | POR   | Héctor Ordaz    |     |
| 2     | DEF   | Axel Díaz       |     |
| 14    | DEF   | Salvador Arzate | 77' |
| 17    | DEF   | Carlos De Luna  |     |
| 23    | DEF   | Jesús García    |     |
| 8     | MED   | Eduardo Díaz    |     |
| 28    | MED   | Luis Solís      | 80' |
| 9     | DEL   | Ángel Crespo    | 88' |
| 11    | DEL   | David Cortez    |     |
| 20    | DEL   | Joel Robinson   |     |
| 29    | DEL   | Juan Gámez      |     |
| D. T. | D. T. | Víctor Morales  |     |

| 96  | MED | Bryan García    | 53' |
| 111 | MED | José Ochoa      | 67' |
| 127 | DEF | Julián Zaragoza | 67' |
| 87  | MED | Manuel Rodelo   | 88' |

| 13 | MED | Brandon Martínez | 77' |
| 7  | DEL | Emil Kamar       | 80' |
| 3  | DEF | Jesús Bernal     | 88' |

| 9' · 85' | Armando León Emmanuel Quezada | 1:0 2:0 |

| 83' | Armando León |

| 70' · 81' · 83' | Axel Díaz Eduardo Díaz Ángel Crespo |

| Principal  | Carlos Gaytán Durán      |
| Asistentes | Mario Barrera Sánchez    |
|            | Emmanuel Martínez Madera |
| Cuarto     | Alan Robles Bernal       |

|                    |     |     |
| Tiros              | 8   | 5   |
| Faltas             | 10  | 12  |
| Saques de esquina  | 9   | 6   |
| Penaltis           | 1   | 0   |
| Posesión del balón | 52% | 48% |

| Alineación inicial |

| 125   | POR   | Esteban Lecourtois |     |
| 81    | DEF   | Adrián Vázquez     |     |
| 85    | DEF   | Luis Galicia       |     |
| 90    | DEF   | Víctor Reyes       |     |
| 88    | MED   | Jose Padilla       | 53' |
| 106   | MED   | Ghandi Manzanares  | 67' |
| 110   | MED   | Francisco Hurtado  | 88' |
| 141   | MED   | Emmanuel Quezada   |     |
| 168   | MED   | Fernando Morales   | 67' |
| 91    | DEL   | Armando León       |     |
| 99    | DEL   | Kevin Loera        |     |
| D. T. | D. T. | Humberto Martínez  |     |

| 1     | POR   | Héctor Ordaz    |     |
| 2     | DEF   | Axel Díaz       |     |
| 14    | DEF   | Salvador Arzate | 77' |
| 17    | DEF   | Carlos De Luna  |     |
| 23    | DEF   | Jesús García    |     |
| 8     | MED   | Eduardo Díaz    |     |
| 28    | MED   | Luis Solís      | 80' |
| 9     | DEL   | Ángel Crespo    | 88' |
| 11    | DEL   | David Cortez    |     |
| 20    | DEL   | Joel Robinson   |     |
| 29    | DEL   | Juan Gámez      |     |
| D. T. | D. T. | Víctor Morales  |     |

| 96  | MED | Bryan García    | 53' |
| 111 | MED | José Ochoa      | 67' |
| 127 | DEF | Julián Zaragoza | 67' |
| 87  | MED | Manuel Rodelo   | 88' |

| 13 | MED | Brandon Martínez | 77' |
| 7  | DEL | Emil Kamar       | 80' |
| 3  | DEF | Jesús Bernal     | 88' |

| 9' · 85' | Armando León Emmanuel Quezada | 1:0 2:0 |

| 83' | Armando León |

| 70' · 81' · 83' | Axel Díaz Eduardo Díaz Ángel Crespo |

| Principal  | Carlos Gaytán Durán      |
| Asistentes | Mario Barrera Sánchez    |
|            | Emmanuel Martínez Madera |
| Cuarto     | Alan Robles Bernal       |

|                    |     |     |
| Tiros              | 8   | 5   |
| Faltas             | 10  | 12  |
| Saques de esquina  | 9   | 6   |
| Penaltis           | 1   | 0   |
| Posesión del balón | 52% | 48% |

| Alineación inicial |

| 125   | POR   | Esteban Lecourtois |     |
| 81    | DEF   | Adrián Vázquez     |     |
| 85    | DEF   | Luis Galicia       |     |
| 90    | DEF   | Víctor Reyes       |     |
| 88    | MED   | Jose Padilla       | 53' |
| 106   | MED   | Ghandi Manzanares  | 67' |
| 110   | MED   | Francisco Hurtado  | 88' |
| 141   | MED   | Emmanuel Quezada   |     |
| 168   | MED   | Fernando Morales   | 67' |
| 91    | DEL   | Armando León       |     |
| 99    | DEL   | Kevin Loera        |     |
| D. T. | D. T. | Humberto Martínez  |     |

| 1     | POR   | Héctor Ordaz    |     |
| 2     | DEF   | Axel Díaz       |     |
| 14    | DEF   | Salvador Arzate | 77' |
| 17    | DEF   | Carlos De Luna  |     |
| 23    | DEF   | Jesús García    |     |
| 8     | MED   | Eduardo Díaz    |     |
| 28    | MED   | Luis Solís      | 80' |
| 9     | DEL   | Ángel Crespo    | 88' |
| 11    | DEL   | David Cortez    |     |
| 20    | DEL   | Joel Robinson   |     |
| 29    | DEL   | Juan Gámez      |     |
| D. T. | D. T. | Víctor Morales  |     |

| 96  | MED | Bryan García    | 53' |
| 111 | MED | José Ochoa      | 67' |
| 127 | DEF | Julián Zaragoza | 67' |
| 87  | MED | Manuel Rodelo   | 88' |

| 13 | MED | Brandon Martínez | 77' |
| 7  | DEL | Emil Kamar       | 80' |
| 3  | DEF | Jesús Bernal     | 88' |

| 9' · 85' | Armando León Emmanuel Quezada | 1:0 2:0 |

| 83' | Armando León |

| 70' · 81' · 83' | Axel Díaz Eduardo Díaz Ángel Crespo |

| Principal  | Carlos Gaytán Durán      |
| Asistentes | Mario Barrera Sánchez    |
|            | Emmanuel Martínez Madera |
| Cuarto     | Alan Robles Bernal       |

|                    |     |     |
| Tiros              | 8   | 5   |
| Faltas             | 10  | 12  |
| Saques de esquina  | 9   | 6   |
| Penaltis           | 1   | 0   |
| Posesión del balón | 52% | 48% |

| Alineación inicial |

| 125   | POR   | Esteban Lecourtois |     |
| 81    | DEF   | Adrián Vázquez     |     |
| 85    | DEF   | Luis Galicia       |     |
| 90    | DEF   | Víctor Reyes       |     |
| 88    | MED   | Jose Padilla       | 53' |
| 106   | MED   | Ghandi Manzanares  | 67' |
| 110   | MED   | Francisco Hurtado  | 88' |
| 141   | MED   | Emmanuel Quezada   |     |
| 168   | MED   | Fernando Morales   | 67' |
| 91    | DEL   | Armando León       |     |
| 99    | DEL   | Kevin Loera        |     |
| D. T. | D. T. | Humberto Martínez  |     |

| 1     | POR   | Héctor Ordaz    |     |
| 2     | DEF   | Axel Díaz       |     |
| 14    | DEF   | Salvador Arzate | 77' |
| 17    | DEF   | Carlos De Luna  |     |
| 23    | DEF   | Jesús García    |     |
| 8     | MED   | Eduardo Díaz    |     |
| 28    | MED   | Luis Solís      | 80' |
| 9     | DEL   | Ángel Crespo    | 88' |
| 11    | DEL   | David Cortez    |     |
| 20    | DEL   | Joel Robinson   |     |
| 29    | DEL   | Juan Gámez      |     |
| D. T. | D. T. | Víctor Morales  |     |

| 96  | MED | Bryan García    | 53' |
| 111 | MED | José Ochoa      | 67' |
| 127 | DEF | Julián Zaragoza | 67' |
| 87  | MED | Manuel Rodelo   | 88' |

| 13 | MED | Brandon Martínez | 77' |
| 7  | DEL | Emil Kamar       | 80' |
| 3  | DEF | Jesús Bernal     | 88' |

| 9' · 85' | Armando León Emmanuel Quezada | 1:0 2:0 |

| 83' | Armando León |

| 70' · 81' · 83' | Axel Díaz Eduardo Díaz Ángel Crespo |

| Principal  | Carlos Gaytán Durán      |
| Asistentes | Mario Barrera Sánchez    |
|            | Emmanuel Martínez Madera |
| Cuarto     | Alan Robles Bernal       |

|                    |     |     |
| Tiros              | 8   | 5   |
| Faltas             | 10  | 12  |
| Saques de esquina  | 9   | 6   |
| Penaltis           | 1   | 0   |
| Posesión del balón | 52% | 48% |

| Alineación inicial |

### Final - Vuelta
| 1     | POR   | Héctor Ordáz   |     |
| 2     | DEF   | Áxel Díaz      |     |
| 4     | DEF   | Josué Arana    |     |
| 17    | DEF   | Carlos de Luna |     |
| 23    | DEF   | Jesús García   | 81' |
| 5     | MED   | Jair Martínez  | 81' |
| 8     | MED   | Eduardo Díaz   | 89' |
| 18    | MED   | Ángel Ramírez  |     |
| 20    | DEL   | Joel Robinson  |     |
| 9     | DEL   | Ángel Crespo   |     |
| 11    | DEL   | David Cortez   |     |
| D. T. | D. T. | Víctor Morales |     |

| 125   | POR   | Esteban Lecourtois |     |
| 81    | DEF   | Adrián Vázquez     | 89' |
| 85    | DEF   | Luis Galicia       |     |
| 90    | DEF   | Víctor Reyes       |     |
| 168   | MED   | Fernando Morales   |     |
| 88    | MED   | José Padilla       | 83' |
| 106   | MED   | Gandhi Manzanares  |     |
| 110   | MED   | Francisco Hurtado  | 64' |
| 141   | MED   | Emmanuel Quezada   |     |
| 91    | DEL   | Armando León       |     |
| 99    | DEL   | Kevin Loera        | 35' |
| D. T. | D. T. | Humberto Martínez  |     |

| 28 | Centrocampista | Luis Solís           | 81' |
| 13 | Centrocampista | Brandon Martínez 89' | 81' |
| 14 | Defensa        | Salvador Arzate      | 89' |
| 7  | Delantero      | Emil Kamar           | 89' |

| 127 | Defensa        | Julián Zaragoza | 35' |
| 96  | Delantero      | Bryan García    | 64' |
| 83  | Defensa        | Noé Sánchez     | 83' |
| 111 | Centrocampista | José Ochoa      | 89' |

| 5' · 93' · 102' · 119' | Ángel Crespo Áxel Díaz Joel Robinson Ángel Crespo | 1:0 2:1 3:2 4:2 |

| 91' · 98' | Armando León | 1:1 2:2 |

| Fallo de penal · Fallo de penal · Acierto de penal · Acierto de penal · Fallo de penal | Juan Gámez Ángel Crespo Joel Robinson Salvador Arzate Josué Arana | 0:0 1:1 2:2 2:3 |

| Fallo de penal · Acierto de penal · Fallo de penal · Acierto de penal · Acierto de penal | Emmanuel Quezada Víctor Reyes Fernando Morales Bryan García Esteban Lecourtois | 0:0 0:1 1:2 2:3 |

| 53' · 63' · 74' · 97' | Carlos de Luna Josué Arana Jesús García Luis Solís |

| 19' · 87' · 118' | Kevin Loera Víctor Reyes Emmanuel Quezada |

| 15' | Víctor Morales (DT) |

| 15' | Gandhi Manzanares |

| Principal  | Rosario Cárdenas Morales |
| Asistentes | Alexis Zapata Hernández  |
|            | Cristian Padilla Pique   |
| Cuarto     | Juan Sánchez Leal        |

| Alineación inicial |

| 1     | POR   | Héctor Ordáz   |     |
| 2     | DEF   | Áxel Díaz      |     |
| 4     | DEF   | Josué Arana    |     |
| 17    | DEF   | Carlos de Luna |     |
| 23    | DEF   | Jesús García   | 81' |
| 5     | MED   | Jair Martínez  | 81' |
| 8     | MED   | Eduardo Díaz   | 89' |
| 18    | MED   | Ángel Ramírez  |     |
| 20    | DEL   | Joel Robinson  |     |
| 9     | DEL   | Ángel Crespo   |     |
| 11    | DEL   | David Cortez   |     |
| D. T. | D. T. | Víctor Morales |     |

| 125   | POR   | Esteban Lecourtois |     |
| 81    | DEF   | Adrián Vázquez     | 89' |
| 85    | DEF   | Luis Galicia       |     |
| 90    | DEF   | Víctor Reyes       |     |
| 168   | MED   | Fernando Morales   |     |
| 88    | MED   | José Padilla       | 83' |
| 106   | MED   | Gandhi Manzanares  |     |
| 110   | MED   | Francisco Hurtado  | 64' |
| 141   | MED   | Emmanuel Quezada   |     |
| 91    | DEL   | Armando León       |     |
| 99    | DEL   | Kevin Loera        | 35' |
| D. T. | D. T. | Humberto Martínez  |     |

| 28 | Centrocampista | Luis Solís           | 81' |
| 13 | Centrocampista | Brandon Martínez 89' | 81' |
| 14 | Defensa        | Salvador Arzate      | 89' |
| 7  | Delantero      | Emil Kamar           | 89' |

| 127 | Defensa        | Julián Zaragoza | 35' |
| 96  | Delantero      | Bryan García    | 64' |
| 83  | Defensa        | Noé Sánchez     | 83' |
| 111 | Centrocampista | José Ochoa      | 89' |

| 5' · 93' · 102' · 119' | Ángel Crespo Áxel Díaz Joel Robinson Ángel Crespo | 1:0 2:1 3:2 4:2 |

| 91' · 98' | Armando León | 1:1 2:2 |

| Fallo de penal · Fallo de penal · Acierto de penal · Acierto de penal · Fallo de penal | Juan Gámez Ángel Crespo Joel Robinson Salvador Arzate Josué Arana | 0:0 1:1 2:2 2:3 |

| Fallo de penal · Acierto de penal · Fallo de penal · Acierto de penal · Acierto de penal | Emmanuel Quezada Víctor Reyes Fernando Morales Bryan García Esteban Lecourtois | 0:0 0:1 1:2 2:3 |

| 53' · 63' · 74' · 97' | Carlos de Luna Josué Arana Jesús García Luis Solís |

| 19' · 87' · 118' | Kevin Loera Víctor Reyes Emmanuel Quezada |

| 15' | Víctor Morales (DT) |

| 15' | Gandhi Manzanares |

| Principal  | Rosario Cárdenas Morales |
| Asistentes | Alexis Zapata Hernández  |
|            | Cristian Padilla Pique   |
| Cuarto     | Juan Sánchez Leal        |

| Alineación inicial |

| 1     | POR   | Héctor Ordáz   |     |
| 2     | DEF   | Áxel Díaz      |     |
| 4     | DEF   | Josué Arana    |     |
| 17    | DEF   | Carlos de Luna |     |
| 23    | DEF   | Jesús García   | 81' |
| 5     | MED   | Jair Martínez  | 81' |
| 8     | MED   | Eduardo Díaz   | 89' |
| 18    | MED   | Ángel Ramírez  |     |
| 20    | DEL   | Joel Robinson  |     |
| 9     | DEL   | Ángel Crespo   |     |
| 11    | DEL   | David Cortez   |     |
| D. T. | D. T. | Víctor Morales |     |

| 125   | POR   | Esteban Lecourtois |     |
| 81    | DEF   | Adrián Vázquez     | 89' |
| 85    | DEF   | Luis Galicia       |     |
| 90    | DEF   | Víctor Reyes       |     |
| 168   | MED   | Fernando Morales   |     |
| 88    | MED   | José Padilla       | 83' |
| 106   | MED   | Gandhi Manzanares  |     |
| 110   | MED   | Francisco Hurtado  | 64' |
| 141   | MED   | Emmanuel Quezada   |     |
| 91    | DEL   | Armando León       |     |
| 99    | DEL   | Kevin Loera        | 35' |
| D. T. | D. T. | Humberto Martínez  |     |

| 28 | Centrocampista | Luis Solís           | 81' |
| 13 | Centrocampista | Brandon Martínez 89' | 81' |
| 14 | Defensa        | Salvador Arzate      | 89' |
| 7  | Delantero      | Emil Kamar           | 89' |

| 127 | Defensa        | Julián Zaragoza | 35' |
| 96  | Delantero      | Bryan García    | 64' |
| 83  | Defensa        | Noé Sánchez     | 83' |
| 111 | Centrocampista | José Ochoa      | 89' |

| 5' · 93' · 102' · 119' | Ángel Crespo Áxel Díaz Joel Robinson Ángel Crespo | 1:0 2:1 3:2 4:2 |

| 91' · 98' | Armando León | 1:1 2:2 |

| Fallo de penal · Fallo de penal · Acierto de penal · Acierto de penal · Fallo de penal | Juan Gámez Ángel Crespo Joel Robinson Salvador Arzate Josué Arana | 0:0 1:1 2:2 2:3 |

| Fallo de penal · Acierto de penal · Fallo de penal · Acierto de penal · Acierto de penal | Emmanuel Quezada Víctor Reyes Fernando Morales Bryan García Esteban Lecourtois | 0:0 0:1 1:2 2:3 |

| 53' · 63' · 74' · 97' | Carlos de Luna Josué Arana Jesús García Luis Solís |

| 19' · 87' · 118' | Kevin Loera Víctor Reyes Emmanuel Quezada |

| 15' | Víctor Morales (DT) |

| 15' | Gandhi Manzanares |

| Principal  | Rosario Cárdenas Morales |
| Asistentes | Alexis Zapata Hernández  |
|            | Cristian Padilla Pique   |
| Cuarto     | Juan Sánchez Leal        |

| Alineación inicial |

| 1     | POR   | Héctor Ordáz   |     |
| 2     | DEF   | Áxel Díaz      |     |
| 4     | DEF   | Josué Arana    |     |
| 17    | DEF   | Carlos de Luna |     |
| 23    | DEF   | Jesús García   | 81' |
| 5     | MED   | Jair Martínez  | 81' |
| 8     | MED   | Eduardo Díaz   | 89' |
| 18    | MED   | Ángel Ramírez  |     |
| 20    | DEL   | Joel Robinson  |     |
| 9     | DEL   | Ángel Crespo   |     |
| 11    | DEL   | David Cortez   |     |
| D. T. | D. T. | Víctor Morales |     |

| 125   | POR   | Esteban Lecourtois |     |
| 81    | DEF   | Adrián Vázquez     | 89' |
| 85    | DEF   | Luis Galicia       |     |
| 90    | DEF   | Víctor Reyes       |     |
| 168   | MED   | Fernando Morales   |     |
| 88    | MED   | José Padilla       | 83' |
| 106   | MED   | Gandhi Manzanares  |     |
| 110   | MED   | Francisco Hurtado  | 64' |
| 141   | MED   | Emmanuel Quezada   |     |
| 91    | DEL   | Armando León       |     |
| 99    | DEL   | Kevin Loera        | 35' |
| D. T. | D. T. | Humberto Martínez  |     |

| 28 | Centrocampista | Luis Solís           | 81' |
| 13 | Centrocampista | Brandon Martínez 89' | 81' |
| 14 | Defensa        | Salvador Arzate      | 89' |
| 7  | Delantero      | Emil Kamar           | 89' |

| 127 | Defensa        | Julián Zaragoza | 35' |
| 96  | Delantero      | Bryan García    | 64' |
| 83  | Defensa        | Noé Sánchez     | 83' |
| 111 | Centrocampista | José Ochoa      | 89' |

| 5' · 93' · 102' · 119' | Ángel Crespo Áxel Díaz Joel Robinson Ángel Crespo | 1:0 2:1 3:2 4:2 |

| 91' · 98' | Armando León | 1:1 2:2 |

| Fallo de penal · Fallo de penal · Acierto de penal · Acierto de penal · Fallo de penal | Juan Gámez Ángel Crespo Joel Robinson Salvador Arzate Josué Arana | 0:0 1:1 2:2 2:3 |

| Fallo de penal · Acierto de penal · Fallo de penal · Acierto de penal · Acierto de penal | Emmanuel Quezada Víctor Reyes Fernando Morales Bryan García Esteban Lecourtois | 0:0 0:1 1:2 2:3 |

| 53' · 63' · 74' · 97' | Carlos de Luna Josué Arana Jesús García Luis Solís |

| 19' · 87' · 118' | Kevin Loera Víctor Reyes Emmanuel Quezada |

| 15' | Víctor Morales (DT) |

| 15' | Gandhi Manzanares |

| Principal  | Rosario Cárdenas Morales |
| Asistentes | Alexis Zapata Hernández  |
|            | Cristian Padilla Pique   |
| Cuarto     | Juan Sánchez Leal        |

| Alineación inicial |

| Campeón 2022-23                 |
| ------------------------------- |
|                                 |
| Alebrijes "B"                   |
| 1° Título                       |
| Asciende a la Serie A de México |